# ویلیام مک‌کان
ویلیام مک‌کان (انگلیسی: William McCann؛ زادهٔ ۱ ژانویهٔ ۱۸۷۱) بازیکن فوتبال، و سرمربی (فوتبال) است.
از باشگاه‌هایی که در آن بازی کرده‌است می‌توان به باشگاه فوتبال لیورپول اشاره کرد.